# قبة دارفور

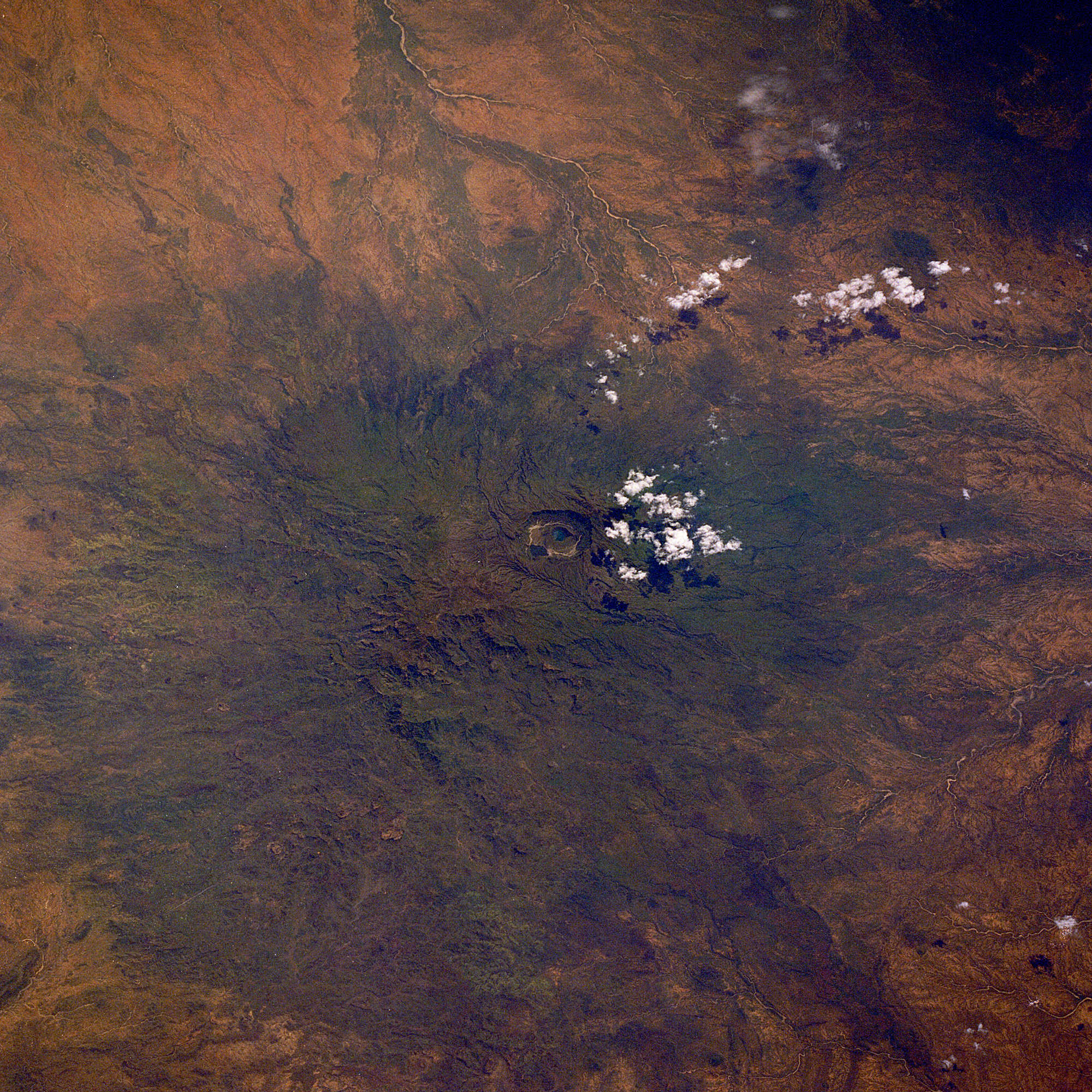
إقليم دارفور البركاني من محطة الفضاء الدولية.

قبة دارفور أو مقاطعة دارفور البركانية هي منطقة تقع على بعد حوالي 100x400 كم في غرب السودان، وهي نتاج عمود بركاني أوجد أشهر معالمها المركزية، وهي دريبا كريتر. أنتجت أيضًا جبال مارا المحيطة (جبل مرة)، تلال تجابو التي شكلت حوالي 16 و 10 Ma. وتلال ميدوب التي نشأت حوالي 6.8 Ma. وترتبط العمود بجهد الإجهاد على طول منطقة الصدع في وسط إفريقيا.

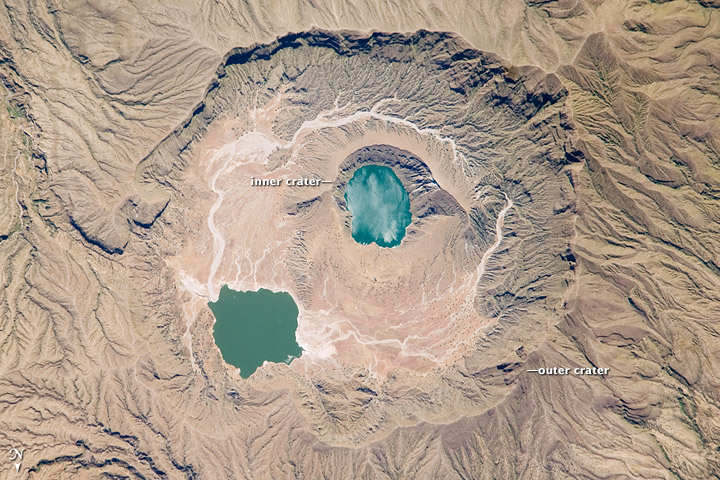
Deriba Caldera
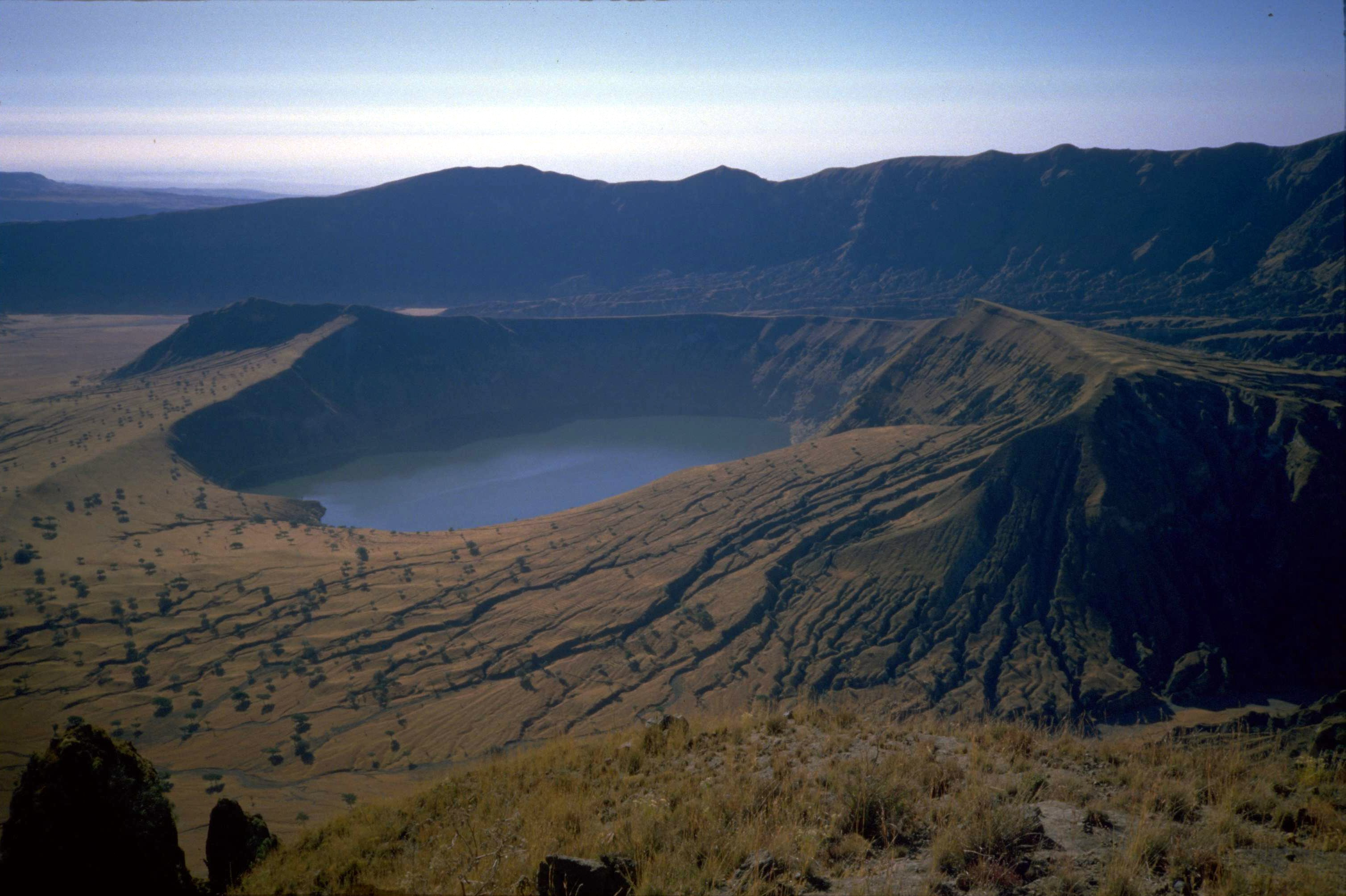
بحيرات جبل مرة.
تظهر منطقة القص في وسط أفريقيا CASZ.